# Demografia Macedoniei de Nord
Datele ultimului recensământ din 2002 arată o populație de 2.022.547 de locuitori.

## Etnii
| Religiile din Republica Macedonia | Religiile din Republica Macedonia | Religiile din Republica Macedonia | Religiile din Republica Macedonia | Religiile din Republica Macedonia |
| --------------------------------- | --------------------------------- | --------------------------------- | --------------------------------- | --------------------------------- |
| Religii                           |                                   |                                   | Procentaj                         |                                   |
| Creștinism ortodox                | Creștinism ortodox                |                                   | 64.7%                             | 64.7%                             |
| Islam                             | Islam                             |                                   | 33.3%                             | 33.3%                             |
| Alți creștini                     | Alți creștini                     |                                   | 0.3%                              | 0.3%                              |

Cel mai mare grup etnic este reprezentat de macedoneni. La ultimul recensământ, aproximativ 1.500.000 de locuitori s-au declarat macedoneni, reprezentând 69% din total. Aproximativ 300.000 de locuitori sunt albanezi, reprezentând 20% din total. Aceștia trăiesc, în special, în zona vestică și nord-vestică. Minorități mai mici sunt reprezentate de turci (78.000 sau 3.9%), rromi (54.000 sau 2.7%), sârbi (36.000 sau 1.8%) și vlahi (aromâni și meglenoromâni) cum apar în recensământ (9.695 sau 0,4%). Macedonenii slavi musulmani (sau torbeși) reprezintă 0,8% din total. De asemenea, mai trăiesc în Macedonia de Nord și: muntenegreni, croați și sloveni.

## Limba vorbită
Limba oficială și cea mai răspândită limbă din Macedonia de Nord este limba macedoneană, care aparține grupului de limbi slave de sud. În municipalitățile unde grupurile etnice sunt reprezentate de peste 20% din totalul populației, limba respectivului grup etnic este co-oficială.
Conform recensământului din 2002, 1.344.815 de cetățeni macedoneni au declarat că vorbesc macedoneana, 507.989 au declarat albaneza, 71.757 – turca, 38.528 – rromani, 24.773 – sârba, 8.560 – bosniaca, 6.884 – aromâna și 19.241 au declarat că vorbesc alte limbi.

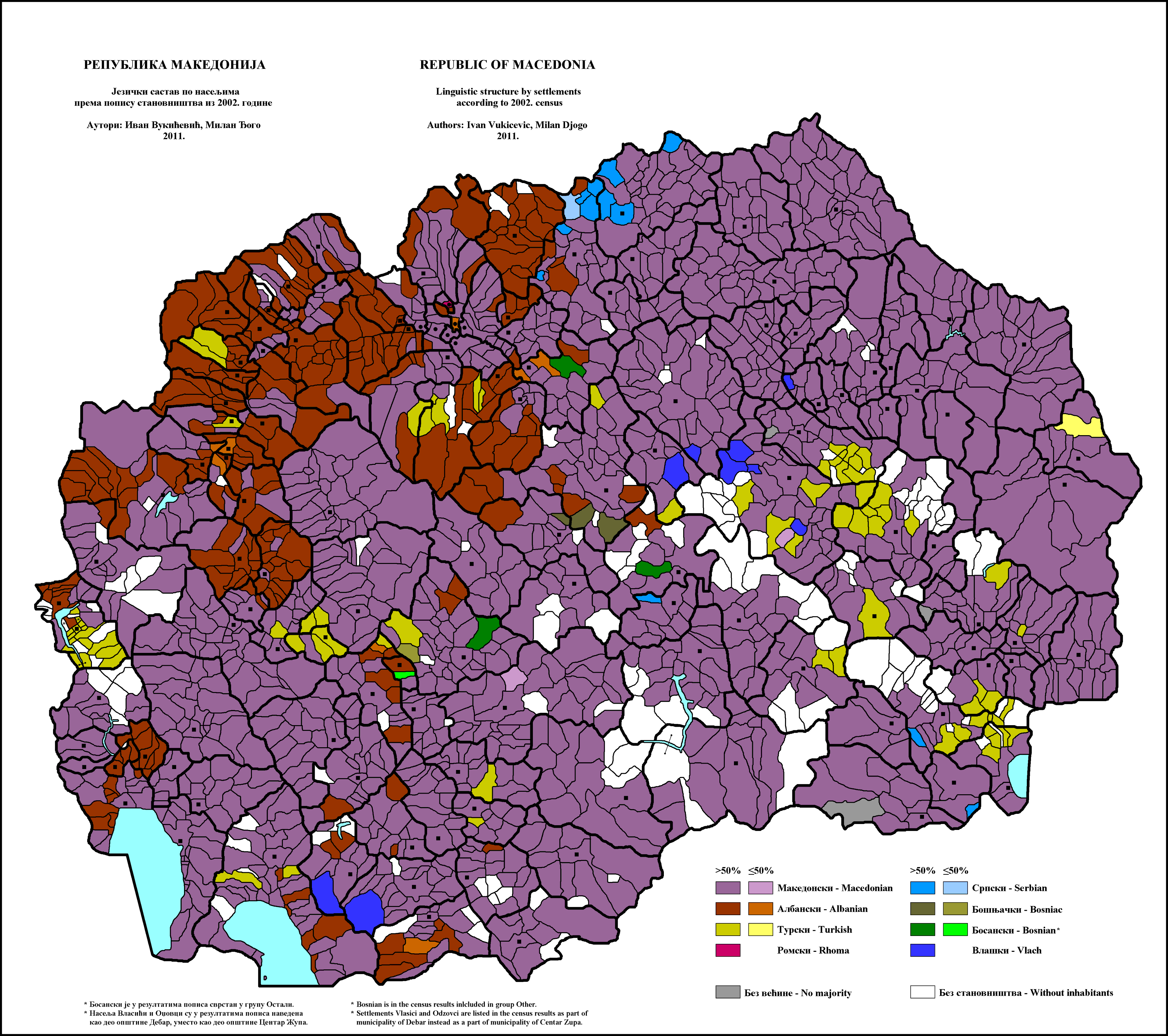
Harta lingvistică a Macedoniei, conform recensământului din 2002.